# WYOU
WYOU（チャンネル22）は、アメリカ・ペンシルベニア州スクラントンに認可されたテレビ局で、北東ペンシルベニアのCBS提携放送局として機能している。ミッション・ブロードキャスティングが所有しており、ウィルクスバリのライセンスを受けたNBC提携局WBRE-TV（チャンネル28）の所有者であるネクスター・メディア・グループと特定のサービスの提供に関して共有サービス契約（SSA）を維持している。両放送局はウィルクスバリのダウンタウンのサウス・フランクリン・ストリート（South Franklin Street）にあるスタジオを共有しており、ニュース支局と営業オフィスはスクラントンのダウンタウンのラッカワナ・アベニュー（Lackawanna Avenue）にあるWYOUの旧スタジオの隣にある。WYOUの送信所は、マウンテントップ近くのペノブスコット・ノブアンテナファームにある。
WYOUは、フォレストシティの送信所を使用して、ウェイマートにライセンス供与されたデジタル代替中継局をUHFチャンネル25で運用している。これは、ネクステラ・エナジー・リソーシズがウェイマート風力発電所で稼働している風力タービンがフルパワーのテレビ信号の送信を妨げるために存在する。

## 歴史
1953年6月7日に「WGBI-TV」として開局した。これは、WGBIラジオ（910 AM、現：WAAF、及び101.3 FM、現：WGGY）と共に、メガジー家とその会社であるスクラントン・ブロードキャスターズ（Scranton Broadcasters）によって所有されていた。スタジオはダウンタウン・スクラントン（Downtown Scranton）のワイオミング・アベニュー（Wyoming Avenue）にあるスクラントン・プレップ高等学校（Scranton Prep High School）の地下にあった。スクラントン予科学校が移転した後も、同局は長年この場所に残った。創設者のフランク・メガジー（Frank Megargee）の娘マッジ・メガジー・ホルコム（Madge Megargee Holcomb）によって長年経営されてきたスクラントン・ブロードキャスターズは、かつてはおそらくアメリカ国内で唯一、5人の女性が経営する放送会社だった。これには、ホルコム夫人、母親のメガジー夫人、そしてフランク・メガジーの次女であるキャサリン・メガジー・コリンズ（Katharine Megargee Collins）、メアリー・メガジー・グリフィン（Mary Megargee Griffin）、ジーン・メガジー・リープ（Jean Megargee Reap）が含まれていた。
WGBI-TVは、ペンシルベニア州北東部で最も有名な放送局の1つ（AM放送局は1925年に設立）と提携しているにもかかわらず、限られた予算で運営されていた。たとえば、巨大企業は、AT&Tの専用ネットワーク給電線の料金が彼らの好みには高すぎると感じた。このため、同局のエンジニアは、CBS番組が放送されている時は常に、ニューヨーク市のWCBS-TVの信号への切り替えを余儀なくされた。その結果、同ネットワーク番組の画質にはまだ不十分な点が多く残されていた。切り替えは、WCBS-TVフィードを見ることができないため、送信地点に24時間常駐するエンジニアとスタジオのディレクターの間で緊密な調整を必要とするデリケートなプロセスだった。
WGBIは1958年に今はなき「フィラデルフィア・ブレティン」とリミテッドパートナーシップを結び、同じく同紙が所有していたフィラデルフィアのWCAU-TVに因んで「WDAU-TV」に改名された。連邦通信委員会（FCC）は、2つの放送局間に信号の重複が多すぎて事実上複占状態にあるとの裁定を下した。そのグレードB（Grade B）の信号は、フィラデルフィア市場の一部であるリーハイ・バレーに到達した。「ブレティン」紙はWDAU-TVを保持することを選択し、WCAU-TVをCBSに売却した。所有権が変わっても、WDAUは1970年代までネットワーク番組用にWCBS-TVの信号を再放送し続けたが、カラーネットワーク番組の品質の低さに対する苦情があったため、WDAUはネットワークフィードを購入した。1959年に「ブレティン」紙がWDAUの株式をメガジー家に売却したため、このリミテッドパートナーシップは短命に終わった。しかし、チャンネル22は、メガジー家が放送局の完全な所有権を取り戻した後も、WDAUコールサインを30年間保持した。
その後、スクラントン・ブロードキャスターズは1984年に同局をキーストーン・ブロードキャスターズ（Keystone Broadcasters）に売却した。その結果、WDAUはWGBIラジオ局との残りの関係を全て断ち切った（このラジオ局は1990年代初頭までメガジー家によって保持されていた。その後、ラジオ局はコールサインを変更し、最終的には現在の所有者であるエンターコムに買収された）。一方、キーストーンは1986年にこの放送局をメイン州ポートランドのダイバーシファイド・コミュニケーションズに売却し、10月9日にコールレターを現在の「WYOU」に変更した。その後すぐに、ラッカワナ・アベニューの施設に移転した。WDAUコールサインは、後にアラバマ州ドーサンのテレビ市場（オザークにライセンス供与）にある現在のWDFX-TVで使用された。
『スタートレック:ヴォイジャー』を放送した後、1995年6月に二次提携としてUPNを追加した。UPNの番組は主に週末に放送された。
WYOUは、1996年に最初の放送局資産としてネクスター・ブロードキャスティング（Nexstar Broadcasting）によって買収された。1998年、ネクスターはライバルのWBREを買収し、WYOUをミッション・ブロードキャスティングに売却したが、シニアパートナーとしてのWBREとの共同販売契約に基づいてWYOUの経営管理を維持した。徐々に、殆どの業務がWBREのスタジオに統合された。ネクスターは、より大きなラッカワナ・アベニューの施設を立ち退いた後、隣に小さなニュース支局と営業オフィスを開設した。
WYOUには1950年代に遡るフィルムアーカイブがまだ残っている。1972年の洪水により、WBREの地下にあるフィルムアーカイブが台無しになった。
2018年12月3日、ネクスターは、2014年12月からドリームキャッチャー・ブロードキャスティング（Dreamcatcher Broadcasting）との共有サービス契約を通じてWNEP-TVを運営してきたシカゴに本拠を置くトリビューン・メディアの資産を64億ドルの現金と負債で買収すると発表した。FCCの規制により、同じメディア市場で3つ以上の放送局、または市場で最も評価の高い4つの放送局のうちの2つ以上の共同所有が禁止されているため、ネクスターは直接的または間接的にWNEPを買収することができなかった（さらに、ネクスターがローカルマーケティングまたは共有サービス契約を通じてWNEPの運営を引き継ごうとする試みは規制上の障害にさらされ、FCCと司法省による買収の審査および承認プロセスの完了が遅れる可能性があった）。そのため、2019年1月31日、ネクスターは、所有権の競合に対処するためにWBREとSSAをWYOUのために保持し、WNEPを別の買い手に売却すると発表した。同年3月20日に、WNEPがテグナに売却されることが発表された。ネクスターはWBRE/WYOUの仮想複独占を維持していたため、この取引により両社はマイネットワークTV提携局であるフィラデルフィアのWPHL-TVとABC提携局であるビンガムトンのWIVTの姉妹局となった。ネクスターはまた、所有権の上限の問題により、トリビューン所有のニューヨーク市のCW提携局WPIXをE・W・スクリップス・カンパニーに売却する必要もあった（ネクスターは、WPIXの買い戻しオプションを、WYOUの所有者であり同オプションを行使すると発表したミッション・ブロードキャスティングに譲渡すると発表した。この売却は2020年12月30日に競われ、ネクスターがローカルマーケティング契約を通じて運営した）。

## ニュース業務
WDAU-TVは、1950年代から1980年代までの殆どの期間、WBRE、その後のABC提携局WNEP-TV（チャンネル16）に次ぐ堅実な地位を保っていた。これは、ノックス鉱山陥没事故や1950年代後半の恐喝に関する上院公聴会などの主要なニュース記事の報道を通じて達成された。AP通信はWDAUが上院公聴会を開会から閉会まで報道したことを称賛し、ニュースディレクターのトム・パウエル（Tom Powell）はCBSからネットワークニュースアンカーのオファーを受けた。1950年代から1960年代にかけて、スクラントンとウィルクスバリの間の長年の対立を反映して、WDAUがスクラントンを、WBREがウィルクスバリをそれぞれ支配した。
1980年代初頭、チャンネル22はWNEPで長年アンカーマンを務めたゲイリー・エセックス（Gary Essex）を迎え入れ、人気アンカーウーマンのデビー・ダンリービー（Debbie Dunleavy）とチームを組んで勢力を強化した。また、ニュースヘリコプターを使用した同市場で2番目の放送局となり、飛行時間内にニュース番組を放送した最初の放送局となった。
WYOUは、1990年代初頭までWNEPに次ぐ堅実な地位を維持した。しかし、ネクスターが1998年にWBREとの共同販売契約を開始してからは、ネクスターはさらに多くのリソースをWBREに注ぎ始めた。チャンネル22の視聴率は急落し、回復することはなかった。新世紀の大部分をCBSの最も弱い提携局の1つとして過ごしてきたが、同ネットワーク内で最も強力な提携局の1つであった時代とは大きく異なっている。ネクスターは長らくWYOUよりWBREを支持しており、チャンネル22のニュース部門に多額の投資をすることに消極的だったと伝えられているため、WYOUを「Ugly step-sister（醜い義理の妹）」と呼ぶ人もいる。別の元人気WNEPアンカーマン、フランク・アンドリュース（Frank Andrews）を誘い出しても、この目的は役に立たなかった。アンドリュースは2006年3月に州議会議員に立候補するため退職し、本名のフランク・アンドリュース・シムカスとして活動していた。
2002年、両放送局は平日朝と正午の別々のニュース番組を廃止し、共同制作し同時放送する『Pennsylvania Morning（ペンシルベニア・モーニング）』と『Pennsylvania Midday（ペンシルベニア・ミッデイ）』を選択した。両番組は2008年初めに打ち切られ、WYOUは『ペンシルベニア・モーニング』を全国シンジケート放送の朝の番組『ザ・デイリー・バズ』6時台に置き換え、独自の正午ニュース番組の放送に戻った。
有力なWNEPとの競争力を高めるために、WYOUとWBREは2006年秋に形式に大きな改革を実施した。WYOUはトーク/ディベート形式で平日夜のニュース番組を刷新し、WBREはより伝統的な形式を維持し、WNEPに対するより明確な競争を設定した。WYOUの平日夜の放送は、天気予報（「StormCenter Weather」、これも改革）とその日のトップニュースの短縮された概要で始まった。その後、番組は進行中のニュース記事、調査、またはトピックに焦点を当て、アナリストや専門家を招いてそれについて議論した。視聴者は放送局に電話をかけて議論に参加することができた。WYOUは通常、WBREがニュースを大幅に遅らせる番組を放送する時は常に、従来のニュース放送を行っていた。
2008年6月16日、2つの放送局にさらにいくつかの大きな変更が加えられた。WYOUのアンカーを務めていたキャンディス・ケリー（Candice Kelly）が、WBREの平日夜のニュース番組に異動した。ケリーに新人のドリュー・スピアー（Drew Speier）が加わった。WYOUとWBREの昼の番組ではアンカーが交代した。マーク・ヒラー（Mark Hiller）はWBREの11:00のニュースからWYOUの正午の放送に移り、エヴァ・マストロマッテオ（Eva Mastromatteo）は11:00のWBREに切り替えた。ヒラーはまた、WYOUの新しい平日放送、同市場初の16:00のニュース番組『First at 4』のアンカーとしてもデビューした。これに続いて、16:30に『ジ・インサイダー』が19:00枠から移動した。WYOUは17:00の番組を打ち切り、『Judge Judy（ジャッジ・ジュディ）』の2つのエピソードを放送した。18:00に、リンダル・スタウト（Lyndall Stout、WBREでアンカーを務めた）がエリック・シャイナー（Eric Scheiner）と共に30分間の『WYOU Inter@active』を担当した。また、WNEPの19:00のニュース番組に対抗するため、新しい平日夜のニュース番組『WYOU News at 7』を開始した。これまでの変更は全て、WNEPとの競争力を高めるための試みだった。
WYOUとWBREは西4番街にあるウィリアムズポート支局（Williamsport Bureau）を共有していたが、看板にはWBREのみが表示され、支局の車両ではWBREのロゴが優勢だった。WYOUには週末のスポーツアンカーはいなかった。
ネクスターは2009年4月3日、WYOUが翌日からニュース部門を閉鎖すると発表した。この結果、14名の従業員が解雇された。ニュース番組の代わりにシンジケート番組が3年弱放送された。ニュース部門を閉鎖することで年間100万ドル近くを節約した。かつて誇りだったWYOUのニュース部門がどれほど落ち込んでいたかを示す尺度として、閉鎖前に発表された最後のニールセン視聴率では、平日23:00のニュース番組のシェアはわずか4％しか獲得していなかった。独立したニュース部門が廃止されたにもかかわらず、WYOUはかつてのニュース番組に代わってシンジケート番組の視聴率の3%のシェアさえ獲得するのに苦労した。WYOUのニュース番組の制作に使用されていたWBREの施設の二次セットは、最終的にはWBREで『PA Live（PAライブ）』と呼ばれる午後のライフスタイル番組を放送するために改造された。
2012年4月2日、WBREは、新しいニュースセット、HDカメラ、予測機器を使用して、高解像度でのローカルニュース番組の放送を開始した。このアップグレードにより、WBREはWYOUで正午と19:00に30分間のニュース番組を制作し始め、WYOUはWBREの平日朝と、毎日18:00と23:00のニュース番組を同時放送し始めた（WYOUの社内ニュース部門が3年弱前に廃止されて以来、WYOUでこのようなニュース番組が放送されるのは初めて）。これらのニュース番組も高解像度で放送される。これは、前年にニューヨーク州ユーティカのWUTRとWFXV、インディアナ州エバンズビルのWTVWとWEHTの間でネクスター/ミッション放送局によって設立された既存の共同ニュース事業と同様の事業である。

## 技術情報

### サブチャンネル
デジタル信号は多重化されている。
| チャンネル | 解像度 | アスペクト比 | ショートネーム | 番組編成             |
| ---------- | ------ | ------------ | -------------- | -------------------- |
| 22.1       | 1080i  | 16:9         | WYOU-DT        | メインWYOU番組/CBS   |
| 22.2       | 480i   | 16:9         | Mystery        | アイオン・ミステリー |
| 22.3       | 480i   | 16:9         | Twist          | ツイスト             |
| 22.4       | 480i   | 16:9         | Cozi           | Cozi TV              |

2016年6月15日、ネクスターは、エスケープ、ラフ、グリット、バウンスTVネットワークについてカッツ・ブロードキャスティングと提携契約を締結したことを発表した（最後のものはバウンス・メディアLLC（Bounce Media LLC）が所有しており、そのCOOであるジョナサン・カッツ（Jonathan Katz）はカッツ・ブロードキャスティングの社長兼CEOである）ことにより、4つのネットワークは、WYOUとWBRE-TVを含む、ネクスターが所有及び/または運営する81局に所属することになる。

### アナログからデジタルへの変換
WYOUは、連邦政府の命令に基づいてアメリカのフルパワーテレビ局がアナログ放送からデジタル放送に移行する予定だった当初の目標日の2009年2月17日に、UHFチャンネル22経由のアナログ信号を停止した（その後、2009年6月12日に延期された）。デジタル信号は移行前のVHFチャンネル13に残った。PSIPの使用により、デジタルテレビ受信機は、仮想チャンネルをかつてのUHFアナログチャンネル22として表示する。

### 中継局
| 放送地域免許 | コールサイン              | チャンネル | 設立日         | 初放送日       | ERP    | HAAT           | 施設ID | 送信所座標                                                              |
| ------------ | ------------------------- | ---------- | -------------- | -------------- | ------ | -------------- | ------ | ----------------------------------------------------------------------- |
| ウェイマート | Template:FCC-LMS-Facility | 25         | 2009年11月18日 | 2009年12月16日 | 0.3 kW | 241 m (791 ft) | 17010  | 北緯41度37分55.3秒 西経75度25分31.6秒 / 北緯41.632028度 西経75.425444度 |

WYOUは、国内最大の地理的市場の1つにサービスを提供している。この地域は山が多く、UHFの受信が困難である。しかし、スクラントン/ウィルクスバリは政府がデジタル移行を義務付ける前からすでに「UHF島」だったため、特殊な状況にあった。その結果、WYOUは従来、市場全体でその信号を繰り返し改善するために複数の中継局を運用していた。しかし、2010年3月、ネクスターがWYOU向けの新しいVHFデジタル信号が従来のUHF中継局の設置なしで市場全体に到達するのに十分であると判断したため、運営コストを削減するために、所有及び運用されている全ての中継局が閉鎖された。nepahdtv.comによると、この動きは、単一のペノブスコット・ノブ送信所からの直接VHF信号の受信が、デジタルであっても不可能ではないにしても依然として困難であることが証明されている地域の視聴者からは若干の落胆を与えられ、地方の多くの視聴者は無線でCBS番組にアクセスできなくなった。有効受信範囲が明らかに減少しているにもかかわらず、おそらくこの地域でのケーブルテレビの普及率が非常に高いため、ネクスターは無効化された中継局を再委託する努力を行っていない。

## 市場外の搬送
ペンシルベニア州とニューヨーク州の州境に沿ってデラウェア川を渡ったところにあるWYOUは、ニューヨーク州オレンジ郡にあるポートジャービスのチャーター・スペクトラムで搬送されている。ペンシルバニア州パイク郡にあるマタモラス近郊のケーブルビジョンではこのサービスは提供されていない。ニューヨーク州オレンジ郡とペンシルベニア州パイク郡はどちらもニューヨーク市の市場に属している。